# Демократична федерация на Северна Сирия
Демократична федерация на Северна Сирия (на кюрдски: Federaliya Demokratîk a Bakûrê Sûriyê) е териториална автономия в североизточната част на Сирия. Според оценки през 2018 г. населението на автономията е около 2 млн. души. Столица е град Камишли.
Регионът придобива фактическа автономия под ръководството на Висшия кюрдски съвет през 2012 г., след подписването в Ербил на споразумение между двете водещи политически сили на сирийските кюрди – „Демократичен съюз“ и Кюрдския национален съвет. През ноември 2013 г. партията на Демократичния съюз и техните съюзници на фона на военните успехи в борбата срещу Ислямска държава обявяват създаването на „преходна гражданска администрация“ за района на Рожава. През януари 2014 г. са провъзгласени три автономни кантона – Африн, Кобани и Джизра. Понастоящем Автономната администрация на Северна и Източна Сирия контролира седем региона – Африн, Джизра (Джазира), Ефрат, Ал-Ракка, Ет-Табка, Манбидж и Дейр ез-Зор. Населението на североизточна Сирия е многонационално. Освен кюрди, живеят също араби, асирийци и туркмени, а също така има и няколко общности от арменци, черкези и чеченци.
Според Конституцията „Сирийски Кюрдистан е светска държава, основана на демократични, конфедералистични принципи на демократичния социализъм, либертарианския общинизъм, пряката демокрация, анархизма и равенството между половете“. Привържениците на конституцията твърдят, че не търсят независимост за Кюрдистан, предлагайки тяхната система като модел за федерализация на Сирия като цяло. Най-влиятелната политическа сила в региона е Партията на демократичния съюз, която представлява основата на системата на местно самоуправление със съюзниците – Движението за демократично общество.
През 2016 – 2019 г. турските сили и подкрепените от тях въоръжени сили на сирийската опозиция окупират част от територията на сирийски Кюрдистан в резултат на поредица от военни операции срещу кюрдските сили, които Турция счита за терористични. През октомври 2019 г. по споразумение с Автономната администрация на Североизточна Сирия, сирийските правителствени войски са разположени на сирийско-турската граница в контролираните от кюрди територии. Кюрдските части за самозащита са изтеглени от 30-километровата зона от границата. Сигурността в тази зона се поддържа от руската военна полиция, която патрулира района заедно с турската армия.